# Whipsnade Zoo
ZSL Whipsnade Zoo is een dierentuin gelegen bij Whipsnade, in de buurt Dunstable in Bedfordshire (Engeland). De oorspronkelijke naam was Whipsnade Park Zoo, wat ook Whipsnade Zoo of zelfs alleen Whipsnade werd genoemd. In 1988 werd de dierentuin hernoemd naar Whipsnade Wild Animal Park. Maart 2007 is het park hernoemd in de huidige naam ZSL Whipsnade Zoo. Het park is eigendom van de Zoological Society of London (ZSL), een genootschap met als goed doel de wereldwijde bescherming van dieren en hun leefgebieden, en is een aanvulling op London Zoo in Regent's Park.

## Beschrijving

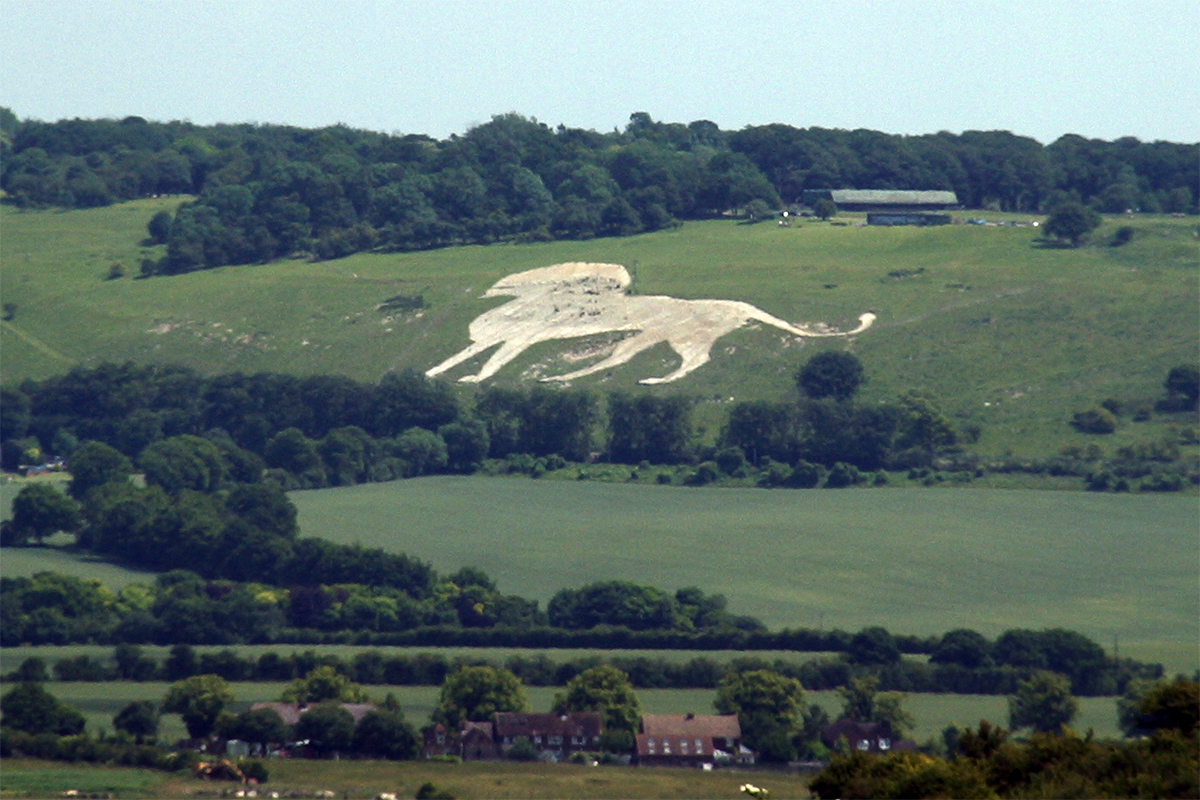
Het heuvelfiguur de Whipsnade White Lion

Het park bestaat uit 240 hectare (2,4 km²) grond. Het park ligt enkele kilometers ten noorden van Londen en kan vanuit de lucht worden herkend aan de grote Whipsnade White Lion. Dit is een groot heuvelfiguur gemaakt op de Dunstable Downs, onderdeel van de Chiltern Hills. Het figuur is net beneden het neushoornverblijf. Omdat het park zo'n groot oppervlakte heeft, zijn er verschillende vervoersmogelijkheden door het park heen. Naast lopen kan er ook gebruik worden gemaakt van een bus of een spoorbaan. Ook bestaat er de mogelijkheid om het park te bezichtigen vanuit de eigen auto. ZSL Whipsnade Zoo is een van de grootste wildlife conservation parken in Europa. Het is de thuisbasis van 2.284 dieren, waaronder verschillende bedreigde diersoorten. Het merendeel van de dieren wordt gehouden in grote verblijven, anderen, zoals de pauwen, de Zuid-Amerikaanse mara en Australische wallabies, kunnen vrij rondlopen in het park.

## Geschiedenis

### Begin
De Zoological Society of London werd opgericht in 1826 door Sir Thomas Raffles, met als doel het bevorderen van de wereldwijde bescherming van dieren en hun leefgebieden. Om dit doel te bereiken werd de London Zoo in Regent's Park geopend in 1828. Bijna 100 jaar later, werd Sir Peter Chalmers Mitchell (ZSL secretaris 1903-1935), geïnspireerd door een bezoek aan het Bronx Zoological Park om in Groot-Brittannië ook een park te creëren als een Conservation Center. Hall Farm, een vervallen boerderij aan de Dunstable Downs, 48 kilometer ten noorden van Londen werd aangekocht door de ZSL in 1926 voor 480 pond 12 shilling en 10 pence. Er werden wegen aangelegd, bomen geplant en het gebied werd omheind zodat in 1928 de eerste dieren het gebied konden betreden. Dit waren twee ladyamherstfazanten, één goudfazant en vijf gallus. Niet veel later volgden nog meer dieren zoals muntjaks, lama's, wombats en stinkdieren. Het huidige berenverblijf is nog altijd een overblijfsel van het eerste verblijf in het park.

### Opening
Op zondag 23 mei 1931 werd Whipsnade Park Zoo voor het publiek toegankelijk. Na de opening bleek het park een groot succes, op de eerstvolgende maandag kreeg het park 38.000 bezoekers. Het park was de eerste makkelijk bereikbare en goed toegankelijke dierentuin in Europa. De collectie van dieren werd in 1932 flink uitgebreid met de aankoop van een aantal dieren uit een failliet gegane menagerie. De grote dieren moesten vervolgens vanaf Dunstable station naar het park lopen. Nog geen jaar later was ook het heuvelfiguur van de witte leeuw klaar.

### Tweede Wereldoorlog
Tijdens de Tweede Wereldoorlog fungeerde de dierentuin als toevluchtsoord voor dieren die geëvacueerd waren uit Regent's Park London Zoo. De beroemde reuzenpanda's Ming, Sung en Tang behoorden tot de groep geëvacueerde dieren, maar werden al snel terug naar gebracht Londen om het moreel te versterken in de hoofdstad. In 1940 vielen 41 bommen op het park met weinig schade aan de dierentuin zelf, maar een 3-jarige giraffe met de naam Boxer, die was geboren in de dierentuin, is van de angst om het leven gekomen. Een deel van de hedendaagse vijvers in het park zijn resten van de toen ontstane bomkraters.

### Recente geschiedenis

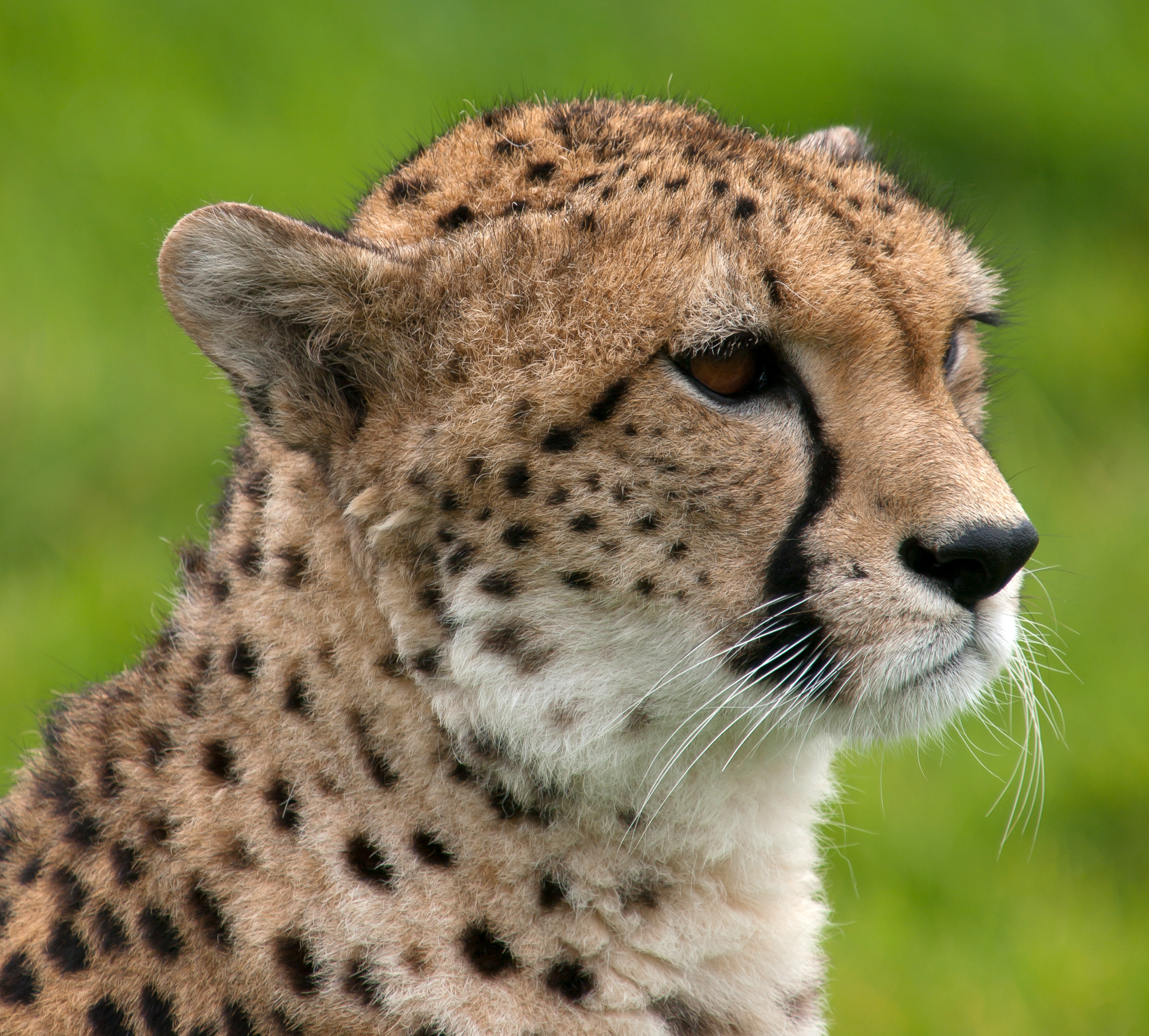
Een van de jachtluipaarden op Cheetah Rock

In 1996 werd een nieuw olifantenverblijf geopend dat het krap wordende verblijf, in 1935 door Berthold Lubetkin en de Tecton Group ontworpen, moest vervangen. Het oude verblijf blijft in de dierentuin als een monumentaal pand. Enkele van deze gebouwen zijn opnieuw bewoond door lemuren. Er werden in de eerste jaren na 2000 een aantal nieuwe tentoonstellingen opgezet in de dierentuin: onder andere de in 2005 geopende Leeuwen van Serengeti en het op 28 maart 2007 geopende makihuis. Dit werd geopend door Dominic Byrne, van The Chris Moyles Show op Radio 1, hij was een regelmatige bezoeker van het park. De Cheetah Rock en de lippenbeertentoonstelling werden een jaar later in 2008 geopend. Ook in 2008 werd het Café on the Lake heropend na een verbouwing. Tevens veranderde de naam van het café naar Wild Bite Café. In 2010 werd het Wild Wild Whipsnade geopend. De geit William Windsor, ook bekend als Billy, ging na acht jaar gediend te hebben als mascotte van de British Army's Royal Welsh met pensioen en trok zich terug in de Whipsnade Zoo.

## Bezienswaardigheden
In het park zijn er verschillende bezienswaardigheden en attracties te vinden.

### Tentoonstellingen
Leeuwen van Serengeti

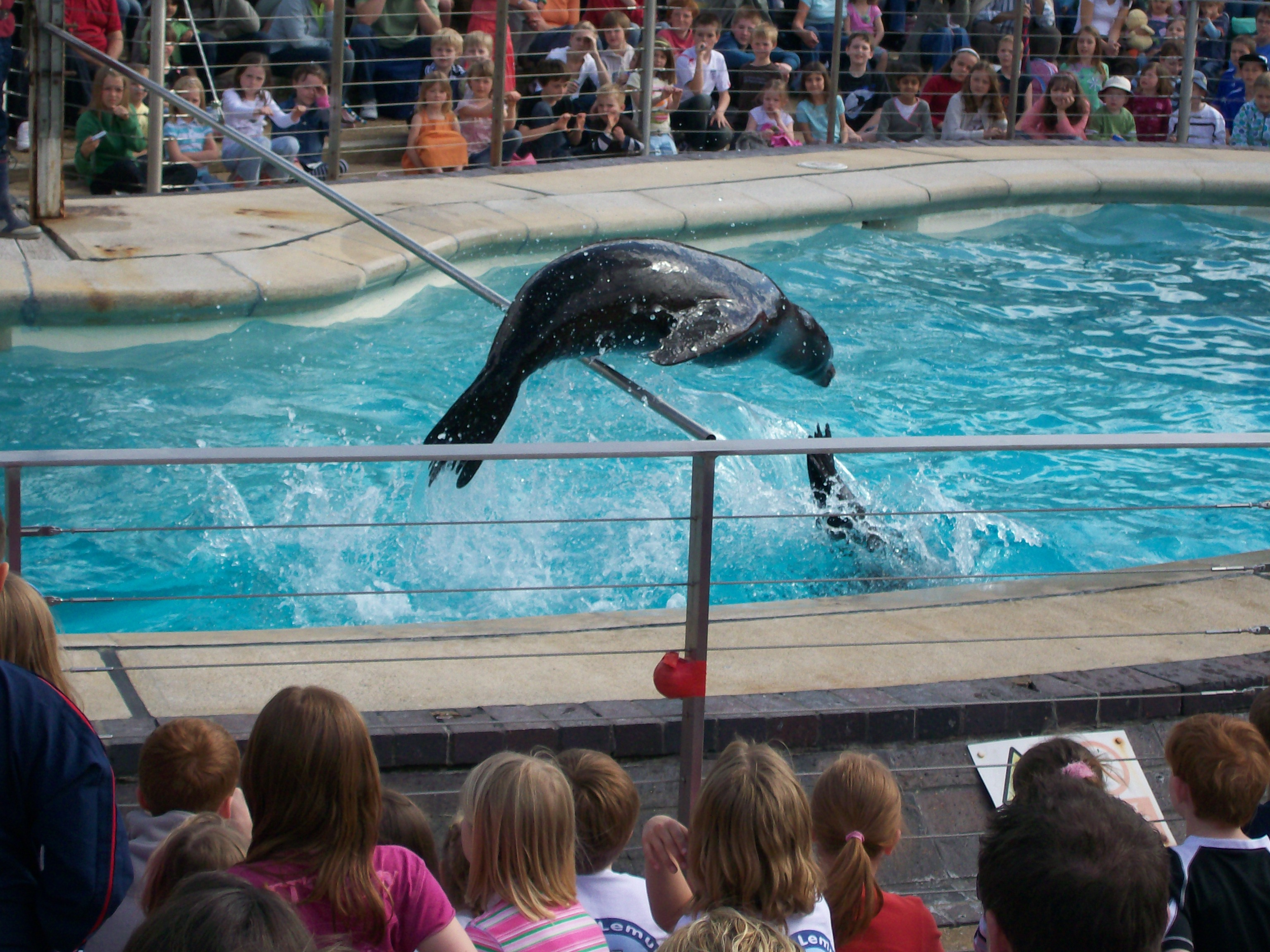
Een zeeleeuw van de Sea lion splash

De in het Engels genaamde Lions of the Serengeti is geopend 2005 en is de thuisbasis van 3 leeuwen (2 mannen en 1 vrouw). In 2006 werden er in het verblijf vier welpen geboren.
Neushoorns van Nepal
De in het Engels genaamde Rhinos of Nepal is geopend in februari 2008 en is de thuisbasis van de neushoorns. Het verblijf is gebouwd om de bezoekers een beter beeld te geven op de neushoorns, tegelijkertijd is het een veilig en comfortabel verblijf voor de neushoorns. Het verblijf heeft zelfs ingebouwde verwarmde zwembaden.
Lemuren
De lemuren zijn gehuisvest in een doorloopbaar verblijf dat in een van de oude olifantenverblijven is gecreëerd.
Cheetah Rock
Tijdens Pasen in 2008 werd de Cheetah Rock geopend. Cheetah Rock is het verblijf van de jachtluipaard, en is hiermee onderdeel van een door ZSL georganiseerd project voor de jachtluipaard in Tanzanië. Het verblijf bezit veel open vlaktes en kan tot negen jachtluipaarden huisvesten. Het is de hoop van het park dat er gefokt kan worden met de zeldzame soort jachtluipaard dat op dit moment is gehuisvest in de Cheetah Rock.
Sloth bears
In mei 2008 verplaatsten de lippenberen uit London Zoo naar het dierenpark om in een van tevoren gebouwd verblijf te worden gehuisvest. Dit verblijf is naast het Aziatische drive-throughgedeelte gebouwd.
Wild Wild Whipsnade
De Wild Wild whipsnade werd in 2010 geopend. In dit verblijf worden onder andere de lynxen, wolfen, veelvraten, elanden, wilde zwijnen en wisenten gehuisvest.

### Attracties
Discovery Centre

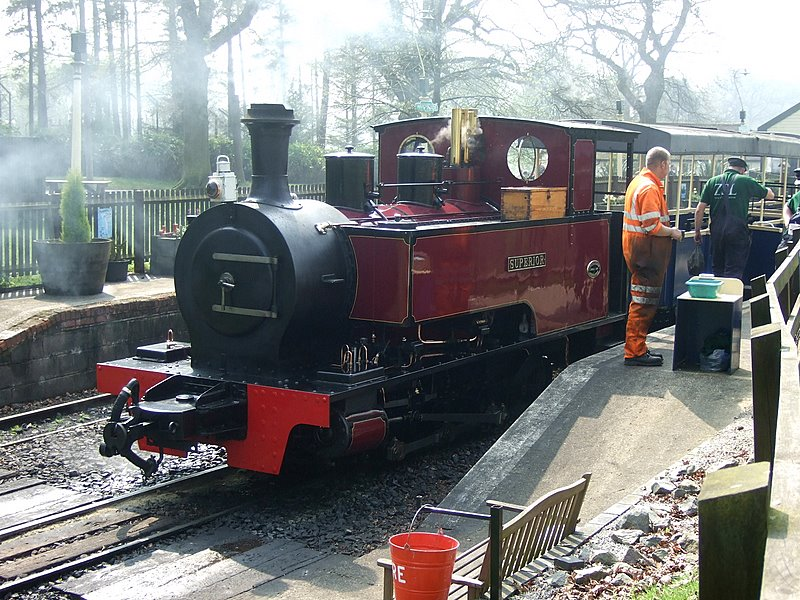
De Jumbo Express

Het Discovery Center op ZSL Whipsnade Zoo werkt als een reptielenhuis, primatenhuis en insectenhuis. Het herbergt krokodillen, mieren, kleine primaten en andere reptielen en insecten.
Free-Roaming Animals
Momenteel geeft de dierentuin een aantal dieren een vrije ruimte. In deze ruimte zijn een aantal vogels en zoogdieren die vrije ruimte krijgen, onder deze dieren behoren onder andere ook de blauwe pauw en de marmotten. Vroeger behoorden ook ara's, kraanvogels en andere papegaaiachtigen tot de groep vrije vogels, maar tegenwoordig niet meer.
Jumbo Express
De dierentuintrein neemt bezoekers mee op een trip door het park. Het grootste gedeelte van de reis voert door de het gebied met de Aziatische verblijven.
Dagelijkse shows
Naast het dagelijks voeren van dieren is er ook een mogelijkheid om te praten met de verzorgers van de dieren. Door het park heen zijn er twee shows, namelijk de 'Sea lion splash, met de zeeleeuwen en de Birds of the world, met roofvogels. Daarnaast zijn er ook verschillende demonstraties bij de dieren.

## Films
De dierentuin is bij verschillende keren de locatie geweest waar programma's of films zijn opgenomen.
- Whipsnade was een van de sets voor ITV's Primeval, waar een woest roofdier uit de toekomst een leeuw en drie personen doodt.
- Whipsnade is ook een van de locaties te zien in BBC's Super Vets.
- Whipsnade was te zien in een aflevering van de populaire Children's BBC-programma Brum in 1991, getiteld "Safari Park".
- Jamie Oliver en Sainsbury's hebben ook gebruikgemaakt van de dierentuin als achtergrond voor een tv-advertentie.
- De BBC's Merlin gebruikte onderdelen van Whipsnade als filmlocatie voor Seizoen 1, en de beroemde leeuw is te zien in de achter de schermen beelden van de DVD's.
- De dierentuin diende ook als een van de sets voor BBC's Young, Dumb and Living Off Mum.

## Whipsnade in het nieuws

### Kritieken
Een 20-jarige olifant met de naam Anna overleed in 2002 drie dagen na de geboorte van haar doodgeboren kalf. Er was een aantijging dat de olifant pijnlijke en onnodige operaties had begaan tijdens de geboorte. De dierentuin beweert dat Anna's dood was te wijten aan een infectie in verband met het doodgeboren kind en dat het beest pijnloos gestorven is.

### Ontsnapte chimpansees
In september 2007 ontsnapten twee chimpansees met de naam Koko en Jonnie, die waren verhuisd vanuit London Zoo om plaats te maken voor The Gorilla Kingdom, uit hun behuizing. Koko volgde een van de verzorgers terug naar het verblijf, maar Jonnie ging in de richting van de bezoekers. Jonnie werd doodgeschoten om de veiligheid van de bezoeker niet in gevaar te brengen. De dierentuin verklaarde dat er op geen enkel moment bezoekers in gevaar waren. Op de vraag waarom ze in plaats van doodschieten geen gebruik maakten van een kalmeringsmiddel, verklaarde de ZSL woordvoerster Alice Henchley: "Het is gewoon standaard procedure: als het dier niet snel genoeg gekalmeerd kan worden, zal het worden doodgeschoten. We kunnen niet zeker zijn met een kalmerend middel".

## Dieren
- Aaptosyax grypus
- Afrikaanse leeuw
- Algazel
- Alpaca
- Amerikaanse zeearend
- Arabische oryx
- Axishert
- Aziatische olifant
- Bennettwallaby
- Bidsprinkhanen
- Boa constrictor
- Bongo
- Breedvoorhoofdkrokodil
- Burmese python
- Californische zeeleeuw
- Chimpansee
- Chinese waterree
- Egyptische landschildpad
- Eland
- Emoe
- Euraziatische lynx
- Europese bruine beer
- Ezel
- Gaur
- Geit
- Gemsbok
- Gouden leeuwaapje
- Gouden pijlgifkikker
- Grévyzebra
- Humboldtpinguïn
- Indische antilope
- Indische neushoorn
- Jachtluipaard
- Jak
- Kalkoen
- Kameel
- Kleinklauwotter
- Koedoe
- Lama
- Lippenbeer
- Mexicaanse roodknievogelspin
- Wolf
- Nijlpaard
- Noordelijke rotspinguïn
- Onager
- Ooievaars
- Paard
- Pater-Davidshert
- Penseelzwijn
- Przewalskipaard
- Reiger
- Rendier
- Ringstaartmaki
- Roanantilope
- Rode flamingo
- Rund
- Siberische tijger
- Somalische giraffe
- Springtamarin
- Stokstaartje
- Struisvogel
- Treksprinkhaan
- Veelvraat
- Wild zwijn
- Wisent
- Witte neushoorn
- Zijdeaapje
- Zuid-Amerikaanse hoornkikkers
- Zwijnshert

### Fokprogramma's
Het park neemt deel aan meerdere internationale fokprogramma's en coördineert en beheert de EEP-stamboeken voor de Euraziatische waterschildpadden, de eierleggende tandkarpers en de tandkarpers uit de families Aphaniidae en Aplocheilidae.

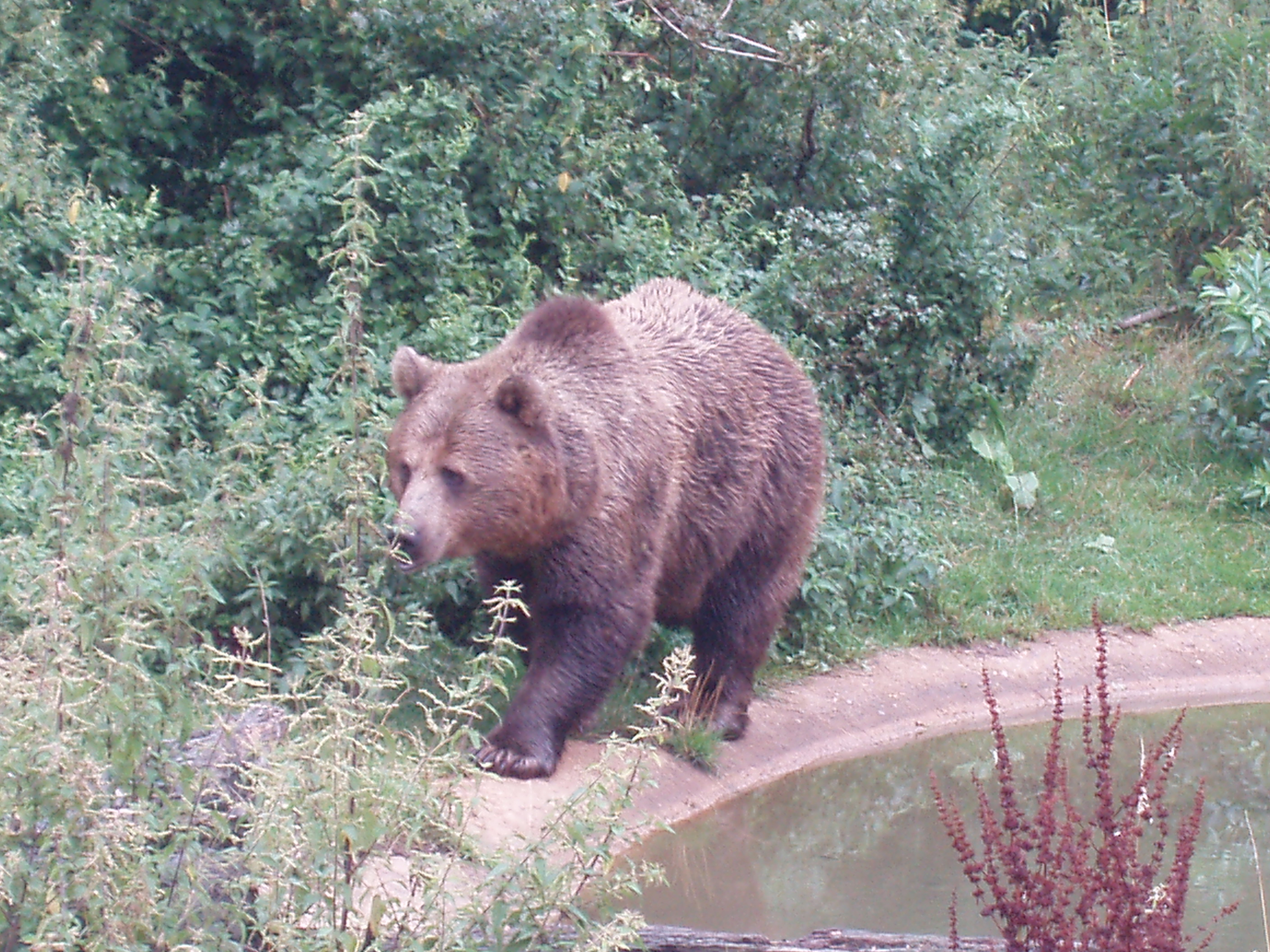
Europese bruine beer
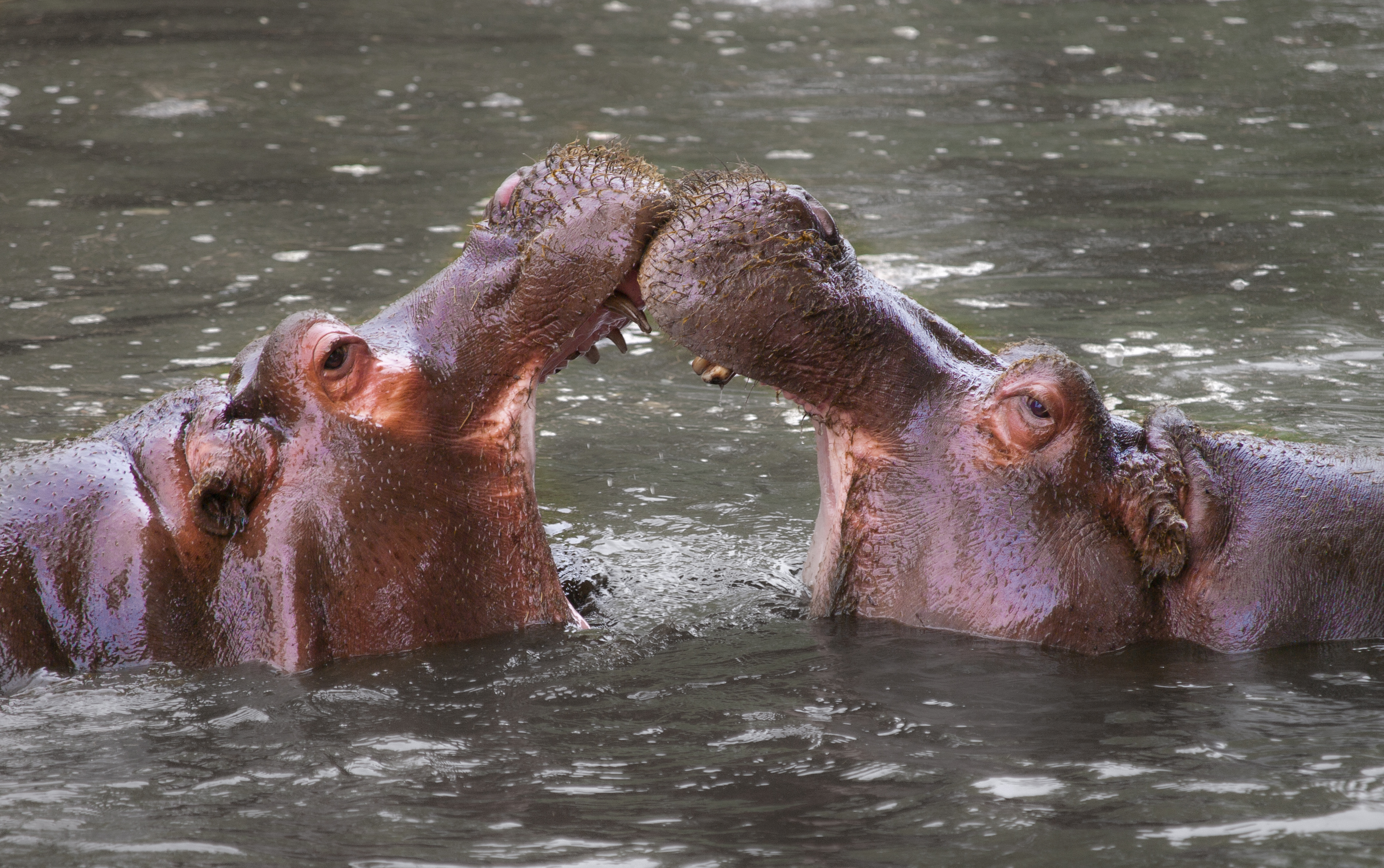
Nijlpaarden
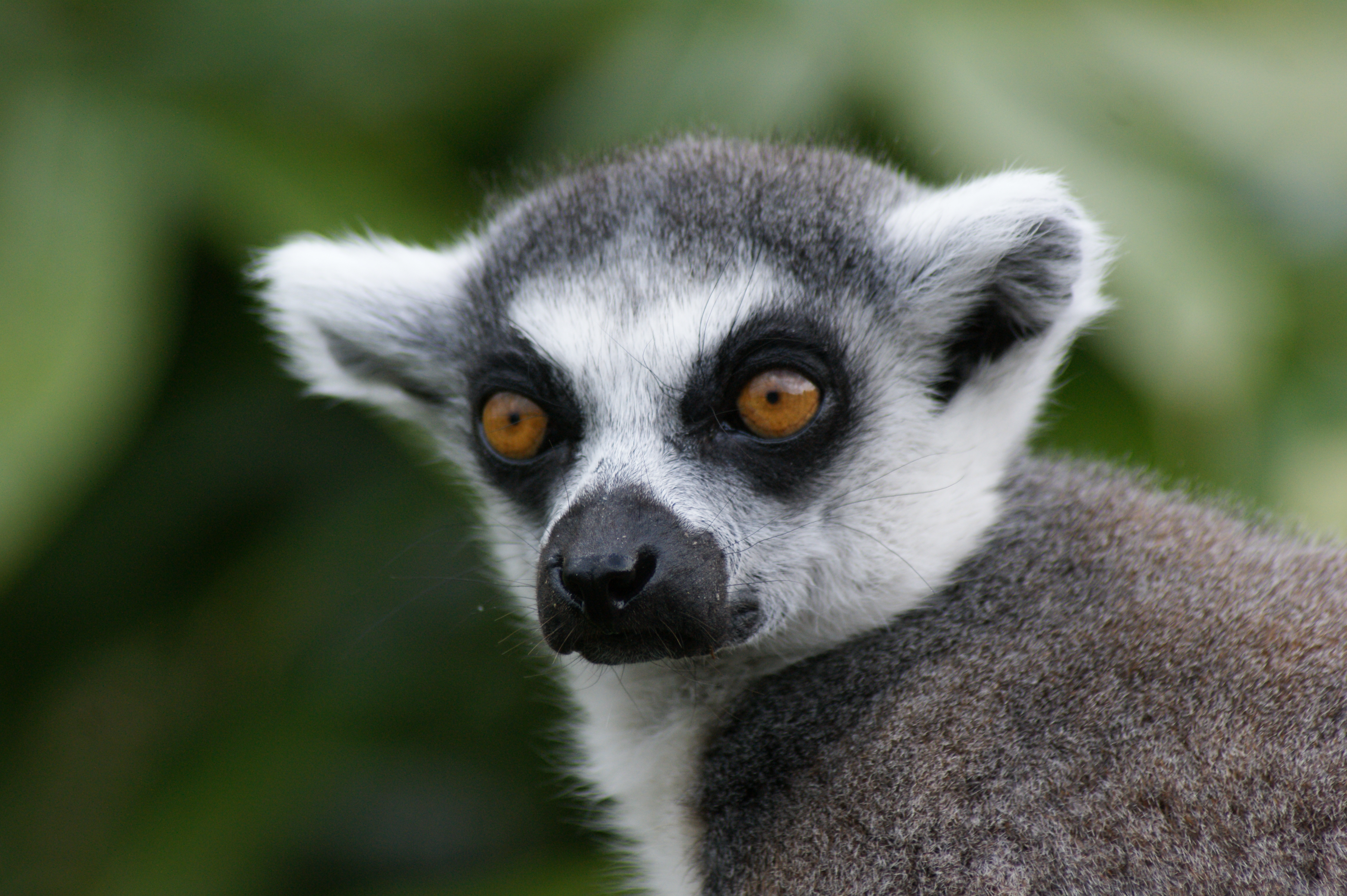
Ringstaartmaki
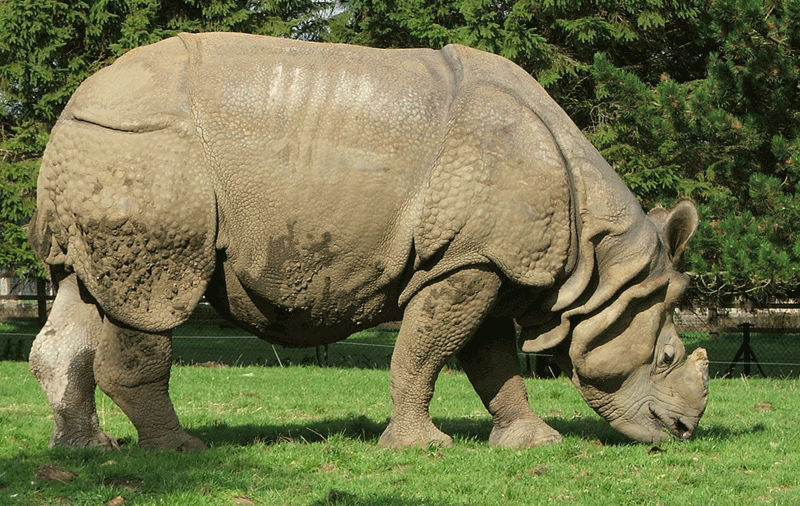
Indische neushoorn
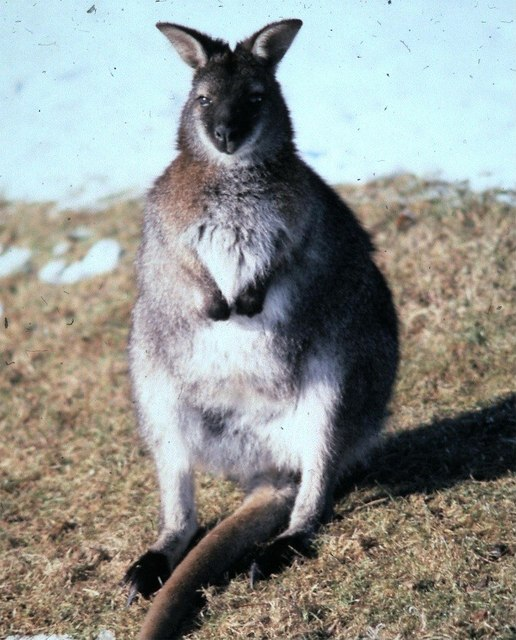
Wallaby